# Bierghes
Cet article possède des paronymes, voir Bierges et Bierge (homonymie).
Bierghes [bjɛʁʒ] (en néerlandais Bierk, en wallon local Bièrk) est une section de la commune belge de Rebecq, située en Région wallonne dans la province du Brabant wallon.
C'était une commune à part entière avant la fusion des communes de 1977, à cette occasion, une partie du territoire de Saintes — dont le village de Wisbecq — a été transféré à la section de Bierghes. 

## Toponymie
Le nom de la localité est attesté sous les formes Bierghes en 1221 et Berges en 1244[réf. nécessaire].
Il s'agit de l'appellatif toponymique d'origine germanique *berg(a) « colline, mont » (cf. néerlandais berg, allemand Berg « mont »), équivalent du type roman Mons. Le -s est la survivance du locatif. Le nom Bierghes s'explique par une romanisation du germanique berg- « mont », anciennement décliné en -ini / -inum.
Des recherches récentes sur le nom du village de Bierghes, attesté aussi sous diverses autres formes, dont Bergeshem en 1356, montrent que le village a pu être appelé également et conjointement *berg-hem, toponyme de type flamand. Le village de Bierghes aurait donc porté une double dénomination, l'une germanique romanisée au sens de « colline », l'autre flamande « l'habitation sur la colline ».
Les formes les plus anciennes de ce toponyme permettent de le rapprocher de Bierges (Wavre; Bergis 1209) et de Berck (Pas-de-Calais; datum Bergis 1215, Bierk 1282) remontant tous deux au germanique berg.
Le maintien du /g/ dur s'explique par la situation de Bierghes au nord-ouest de la ligne Joret, comme Berck avec une phonétique de type picard, alors que Bierges situé à l'Est a une phonétique de type wallon, avec passage de /g/ à /d͡ʒ/, d'où l'homographie avec Bierges (Marne; Biergae 1158) situé aussi à l'est de la ligne Joret et dont l'origine est peut-être analogue. Quant aux lettres GH de Bierghes, elles correspondent à une ancienne convention graphique de Belgique et du nord de la France pour noter le groupe GU (cf. Ghissignies équivalent à Guiseniers ou encore le prénom Ghislain, noté Guilain en normand, équivalent à Gislain au sud est de la ligne Joret).

## Géographie
Une grande superficie de Bierghes est agricole. Champs et prairies s'étendent à perte de vue. Le bois du Strihoux est le poumon vert du village bien qu'il ait été transformé en grande partie en zone résidentielle.

## Démographie
- Sources:INS, Rem:1831 jusqu'en 1970=recensements, 1976= nombre d'habitants au 31 décembre

## Histoire
Sous l'Ancien Régime, le village de Bierghes faisait partie du comté de Hainaut. L'intervention répétée du châtelain de Braine-le-Comte à Bierghes, à la fin du XIIe siècle, indique que Bierghes fit d'abord partie de cette châtellenie, avant de passer, sans doute au milieu du XIIIe siècle, dans le bailliage d'Enghien. Commune du département de la Dyle sous le régime français, elle fit partie ensuite de la province de Brabant (arrondissement de Bruxelles jusqu'en 1963, de Nivelles dès cette date).

### Trouvailles archéologiques
Peu de vestiges archéologiques ont été mis au jour sur le territoire de Bierghes. Cela s'explique en partie par l'étendue de la couverture boisée, qui recouvrait jadis une grande part du territoire. L'absence de prospections systématiques et de suivi archéologique des chantiers explique sans doute aussi cette carence. La présence gallo-romaine est toutefois avérée dans la partie Nord-Ouest du territoire, à la lisière de l'actuel bois du Strihoux, non loin de la "Maison des Voleurs". À la fin du XIXe siècle déjà, on y a découvert des traces d'occupation romaine (tuiles). Plus récemment, lors du creusement d'une tranchée pour un gazoduc, une fosse contenant de la céramique de la fin de l'Age du Fer ou du début de l'époque gallo-romaine a été mise au jour, pratiquement au même endroit. Ces découvertes, faites à peu de distance de la chaussée romaine Bavay-Asse, attestent la présence d'une implantation humaine dès les débuts de la période romaine. Son emplacement exact reste encore à découvrir.

### Démembrement de la paroisse primitive de Saintes
Les plus anciennes mentions de la paroisse de Bierghes ne remontent pas au-delà de la fin du XIIe siècle.
La localisation de l'église, sur la colline appelée Bierghes, à très peu de distance de l'église de Saintes, complètement isolée et coupée du reste du territoire paroissial par le cours d'eau du Laubecq, a de quoi étonner. La configuration de la frontière entre Saintes et Bierghes, tracée au cordeau et formant une véritable pointe vers l'intérieur du territoire de Saintes pour englober le site de l'église de Bierghes, montre clairement que cette limite a été tracée artificiellement pour scinder la paroisse primitive et rattacher l'endroit où est implantée l'église au nouveau territoire de Bierghes.
L'église de Bierghes est donc localisée à l'endroit le moins propice du territoire paroissial. Cette situation peu compréhensible s'explique si un édifice du culte (chapelle) préexistait à cet endroit au moment de la création de la nouvelle paroisse de Bierghes. Cette chapelle aura alors été englobée dans le territoire paroissial nouvellement créé pour en devenir l'église paroissiale, évitant ainsi les frais de construction d'une nouvelle église. En toute logique, elle aurait dû se trouver quelque part plus au centre de la paroisse, vraisemblablement du côté du centre ancien de Ham, voire encore au Sartiau, hameau central dont le développement doit être contemporain de la création de la paroisse de Bierghes.
C'est la localisation de l'église de la nouvelle paroisse sur la colline appelée "Bierghes" (= mont, hauteur) qui explique la dénomination de la paroisse et donc du village.

### La gare
Il existait autrefois une gare à Bierghes, désormais fermée. Le bâtiment, construit en 1881, fut démoli en 1994.

## Patrimoine et culture

### Patrimoine architectural et historique
En traversant la place arborée de Bierghes, vous remarquerez l'église neuve, construite en briques rouges. Celle-ci a la particularité d'avoir été conçue à la fois comme lieu de culte et comme lieu de spectacle.

#### L'église Saints-Pierre-et-Martin

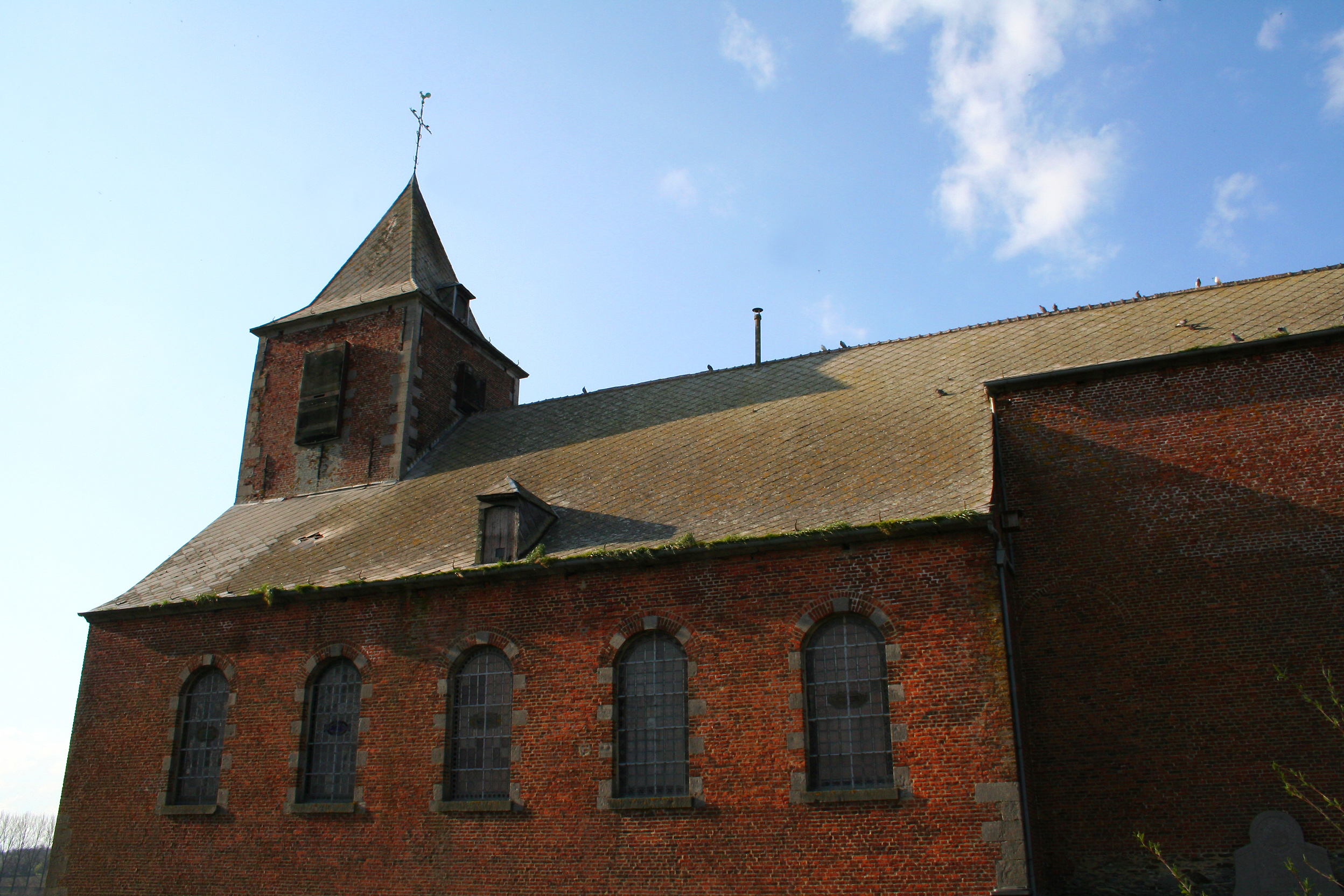
L'église Saints-Pierre-et-Martin.

L'église Saints-Pierre-et-Martin est perchée sur une colline en bordure de la grand-route de Hal à Enghien. Il s'agit d'un édifice du XVIIIe siècle à trois nefs, quatre travées et six colonnes toscanes en pierre. Une tour marque la façade principale. L'entrée, encadrée de deux pilastres, porte un arc orné d'une gorge et de palmettes à la clé de voûte. Les pierres d'arkose des soubassements proviennent peut-être d'un édifice plus ancien. Celui-ci est visible sur la vue des Albums de Croÿ (vers 1600) consacrée au village de Bierghes.
L'église abrite des pierres tombales datées de 1501-1613, un beau portail Louis XVI, un banc de communion et des confessionnaux en chêne artistiquement sculptés.
Dans l'entrée, on remarquera le gisant du Seigneur de Landas. Il s'agit de la pierre tombale de Messire Jacques de Landas (vers 1613), Seigneur de Bierghes et Wisbecq.
Aussi, cette église renferme un orgue construit en 1845 par Joseph Merklin, illustre facteur d'orgues du XIXe siècle (il fonda sa manufacture en 1843 et la dirigea jusqu'en 1898, et construisit les orgues de nombreuses églises et cathédrales). Ses précédents opus ayant disparu, cet orgue (actuellement muet) qu'il construisit pour Bierghes est le plus ancien restant de sa manufacture. D'après le facteur d'orgues et musicologue Michel Jurine, cet orgue Merklin "représente le témoignage unique de la première manière du célèbre facteur". Cet instrument constitue donc un témoin historique et organologique hautement précieux.
La cure (presbytère) est située tout près de l'église. De style hennuyer, cette maison à double corps, en briques, date de ou aurait été restaurée en 1763. Il s'agit d'une maison basse au toit incliné et éclairé de deux lucarnes. De part et d'autre de la porte à imposte on trouve deux fenêtres à gauche, trois à droite. Une frise de briques appareillées court sous la corniche. Des pierres scandent l'encadrement des fenêtres.
Précisons que l'ensemble (promontoire, église, cure, cimetière et ferme) a été classé comme site remarquable en 1987.

#### La maison natale du caporal Trésignies

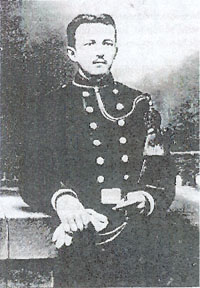
Léon Trésignies

Cette maison était située rue Caporal Trésignies mais a été détruite il y a peu pour permettre la construction de nouvelles maisons.
Le caporal Léon Trésignies se porta volontaire, le 26 août 1914, pour abaisser le Pont brûlé près de Vilvorde. Il traversa à la nage le canal de Willebroeck pour abaisser le tablier du pont quand il fut mortellement blessé par l'ennemi. Il était âgé de 28 ans.
Chaque année, au 11 novembre, une cérémonie commémore ce fait d'armes.

## Économie
Bierghes compte sur son territoire la Gueuzerie Tilquin, l'unique entreprise produisant de la gueuze en région wallonne.